# Isaac Jogues
Issac Jogues, SJ (Orleães, França, 10 de janeiro de 1607 – Auriesville, Nova Iorque, 18 de outubro de 1646), foi um missionário e mártir francês que viajou e trabalhou entre os iroqueses, hurões e outras populações indígenas da América do Norte. Ele foi o primeiro europeu a nomear o Lago George, chamando-o de Lac du Saint Sacrement (Lago do Santíssimo Sacramento). Em 1646, Jogues foi martirizado pelos mohawks em sua aldeia de Ossernenon, próxima ao rio Mohawk.
Jogues, Jean de Brébeuf e outros seis missionários martirizados — todos sacerdotes jesuítas ou leigos associados a eles — foram canonizados pela Igreja Católica em 1930; são conhecidos como os Mártires Canadenses ou Mártires da América do Norte. Um santuário foi construído em sua homenagem em Auriesville, Nova York, local anteriormente considerado como sendo a aldeia mohawk onde ocorreram os martírios. A festa litúrgica é celebrada em 19 de outubro no Calendário Geral Romano e em 26 de setembro no Canadá.

## Infância e educação
Isaac Jogues nasceu em 10 de janeiro de 1607, filho de Laurent Jogues e Françoise de Sainte-Mesmin. Ele nasceu em Orléans, na França, em uma família da burguesia, sendo o quinto de nove filhos. Foi educado em casa até os dez anos de idade, quando então começou a frequentar escolas jesuítas. Em 1624, aos dezessete anos, ingressou no noviciado jesuíta em Rouen, no norte da França. Lá, seu mestre de noviços foi Louis Lallemant.
A comunidade jesuíta possuía um forte espírito missionário, iniciado em 1625 com sua primeira missão na Nova França, com pioneiros como Énemond Massé e, mais tarde, Jean de Brébeuf. Lallemant tinha dois irmãos e um sobrinho atuando como missionários na colônia da Nova França. Esses missionários jesuítas inspiraram Jogues, que aspirava seguir seus passos.
Jogues professou os votos simples em 1626 e foi estudar filosofia no colégio real de La Flèche. Em 1629, passou a lecionar humanidades para meninos em Rouen. Em 1633, foi enviado ao Collège de Clermont, em Paris, para continuar seus estudos em teologia. Em 1636, foi ordenado sacerdote em Clermont.

## Primeiras missões
Em 1636, os padres missionários Brébeuf, Charles Lallemant e Massé retornaram da Nova França. Relataram a Jogues as dificuldades, traições e torturas que normalmente aguardavam os missionários naquela região. Esses relatos, no entanto, aumentaram o desejo de Jogues de “dedicar-se ao trabalho ali pela conversão e bem-estar dos nativos”.
Logo após ser ordenado, Jogues aceitou servir nas missões e partiu para a Nova França com vários outros missionários, entre eles Charles Garnier. Jogues foi designado como missionário entre os povos hurão e algonquino, ambos aliados dos franceses na Nova França.

Jogues partiu da França em 8 de abril de 1636 e, oito semanas depois, seu navio lançou âncora na Baía de Chaleurs. Ele chegou à cidade de Quebec algumas semanas depois, em 2 de julho. Ao chegar, Jogues escreveu para sua mãe:
 "Não sei como é entrar no Céu, mas sei disto — que seria difícil experimentar neste mundo uma alegria mais intensa e transbordante do que a que senti ao pisar no Novo Mundo e celebrar minha primeira Missa no dia da Visitação."
Jogues uniu-se a Jean de Brébeuf, superior da missão jesuíta, no assentamento às margens do Lago Huron, na aldeia de St-Joseph (Ihonatiria), em 11 de setembro. Ao chegar, Jogues foi acometido por uma febre. Pouco tempo depois, uma epidemia semelhante se espalhou entre outros jesuítas e os povos indígenas. Devido às epidemias recorrentes, os hurões passaram a culpar os "Casacos Pretos", como chamavam os jesuítas, ameaçando matá-los todos.

O padre Brébeuf conseguiu apaziguá-los e, no ano seguinte, as relações haviam melhorado, como evidencia um de seus relatos:
"Somos ouvidos com alegria, e dificilmente há uma aldeia que não nos tenha convidado a ir até ela... E, finalmente, percebe-se por toda a nossa conduta que não viemos para comprar peles ou fazer comércio, mas unicamente para ensiná-los e cuidar da salvação de suas almas."
Durante seis anos, Jogues viveu na aldeia de St-Joseph e aprendeu os costumes e a língua dos hurões. Os missionários “adaptaram-se aos costumes e à alimentação” dos hurões tanto quanto possível, para mostrar que pretendiam partilhar a vida com eles. Aos poucos, os indígenas começaram a aceitar Jogues. Isso, no entanto, não durou muito, pois alguns nativos que haviam estado “entre os colonos ingleses e holandeses ao sul” espalharam relatos de que os missionários levavam “calamidade por onde passavam e que, por isso, haviam sido expulsos da Europa.”
Jogues viajou com Garnier até os Petun, um grupo indígena localizado no que hoje é o sul de Ontário, também conhecido como a Nação do Tabaco, por causa de sua principal cultura agrícola. Os nativos da aldeia foram tão hostis com os missionários que os padres acharam que seria impossível realizar qualquer trabalho missionário entre eles. Os boatos que os cercavam haviam chegado à aldeia, e eles logo perceberam que sua causa era tão desesperançada quanto em St-Joseph.
Eles viajaram de aldeia em aldeia até que, após alguns meses, decidiram que não poderiam continuar o trabalho missionário. No entanto, a sorte deles mudou quando, em 1639, o novo superior da missão jesuíta, padre Jérôme Lalemant, confiou a Jogues a construção do Fort Sainte-Marie.
Em setembro de 1641, Jogues e Charles Raymbault adentraram o território dos Saulteurs (Ojíbue). Cerca de dois mil nativos os receberam calorosamente em sua chegada. Jogues então se estabeleceu por um tempo nas funções de missionário residente em Sainte-Marie.

## Captura pelos iroqueses

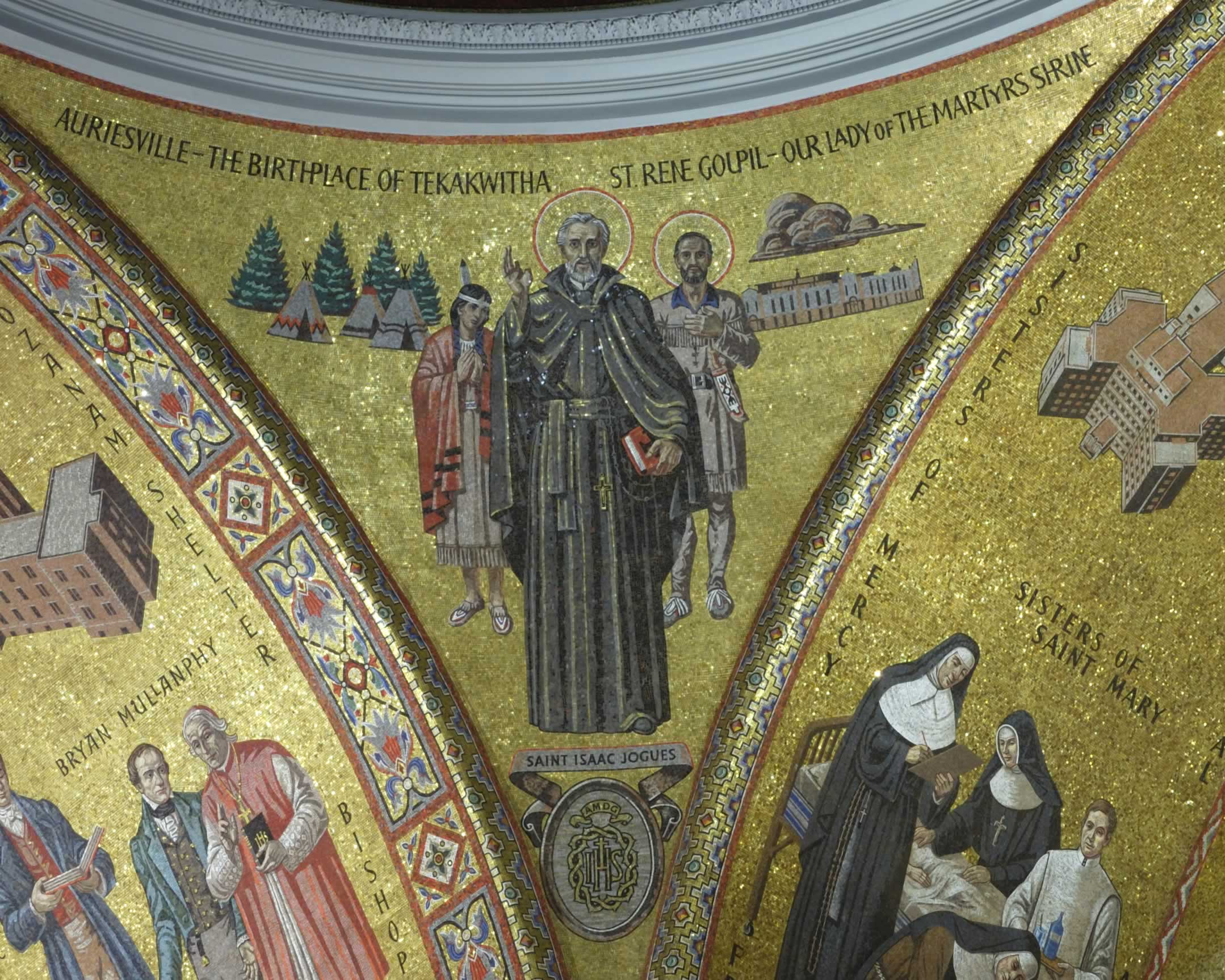
Mosaico de Jogues na Basílica Catedral de São Luís

Em 3 de agosto de 1642, Jogues, Guillaume Couture, René Goupil e um grupo de hurões cristãos estavam retornando da cidade de Quebec quando foram surpreendidos por um grupo de guerra da Nação Mohawk, parte da Confederação Iroquesa. Jogues supostamente se escondeu entre juncos e arbustos, mas decidiu sair de seu esconderijo para se juntar aos prisioneiros, a fim de confortá-los e garantir que sua fé no Cristianismo permanecesse firme. Pouco depois, em retaliação por ter consolado Couture, que estava sendo torturado, os Mohawk espancaram Jogues com bastões, arrancaram suas unhas e roeram as pontas de seus dedos até que os ossos ficassem visíveis.
O grupo de guerra então levou seus cativos a uma aldeia mohawk. Os aldeões os fizeram marchar por um corredor de espancamento, composto por fileiras de guerreiros mohawk armados com bastões e varas, que batiam nos prisioneiros em fila única. Depois disso, forçaram os cativos a subir em uma plataforma elevada, onde foram zombados. Uma mulher algonquina, também cativa, cortou o polegar de Jogues. À noite, os prisioneiros eram amarrados de braços e pernas abertos dentro de uma cabana. Crianças jogavam brasas em seus corpos.
Três dias depois, Jogues e os outros prisioneiros foram levados de uma aldeia a outra, onde os iroqueses os açoitavam nos corredores de espancamento e enfiavam varas em suas feridas e úlceras. Na terceira aldeia, Jogues foi pendurado em uma prancha de madeira e quase perdeu a consciência, até que um iroquês teve piedade dele e o libertou. Durante todo o cativeiro, Jogues confortou, batizou, ouviu confissões e absolveu os outros prisioneiros.
Ao saber de sua captura, Arent van Curler, comissário de Rensselaerswyck, visitou o “primeiro castelo” e tentou resgatá-los. Van Curler não teve sucesso, mas conseguiu obter uma promessa de que os cativos não seriam mortos. Em vez de ser executado ou integrado a uma família mohawk, Jogues permaneceu como um prisioneiro em liberdade vigiada. Perpetuamente desnutrido e mal vestido para os invernos rigorosos, ele passava seus dias recolhendo lenha, rezando e evangelizando seus captores.

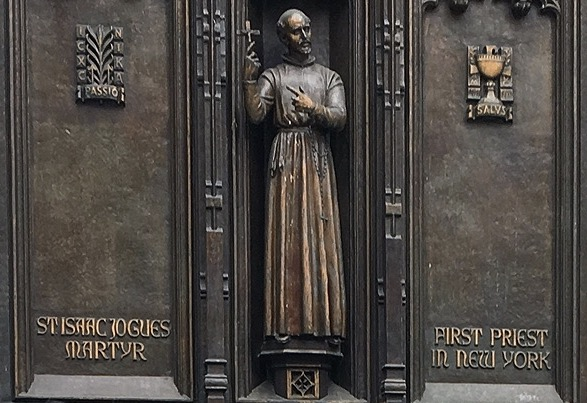
Escultura de Jogues em uma porta da Catedral de São Patrício, na cidade de Nova York.

Buscando consolo em sua fé, Jogues rezava com tanta intensidade que teve visões: em uma delas, ele apareceu repentinamente em uma livraria coberta de cruzes e comprou um livro que o lembrava de que, para entrar no Céu, era necessário passar por muitas tribulações.
Seu cativeiro se arrastou por cerca de um ano, durante o qual sofreu severa desnutrição e exposição ao frio. Nesse período, dois episódios notáveis foram quando ele salvou a vida de uma mulher grávida que havia caído em um riacho fundo e de correnteza forte durante o inverno, e quando batizou o iroquês que o libertou do instrumento de tortura de madeira.
No outono de 1643, os mohawks foram persuadidos a levar o padre com eles quando foram a Beverwijck para negociar. Uma vez lá, van Curler ajudou Jogues a escapar, escondendo-o em seu celeiro até que um acordo pudesse ser feito. O francês embarcou em um navio para descer o rio. O ministro reformado Johannes Megapolensis o acompanhou até Nova Amsterdã, onde Jogues ficou hospedado com o ministro enquanto aguardava um navio que o levasse de volta à França. Jogues foi o primeiro padre católico a visitar a Ilha de Manhattan.

## Retorno à França
O Papa Urbano VIII considerava Jogues um "mártir vivo" e concedeu-lhe dispensa para celebrar a Missa com a mão mutilada. Segundo o direito canônico da época, a Eucaristia só podia ser tocada com o polegar e o indicador. Jogues não podia cumprir essa norma após perder dois dedos durante o cativeiro entre os iroqueses, o que exigiu a dispensa papal. Ele visitou sua mãe em Orléans, mas estava ansioso para retornar às missões. Jogues sentia arrependimento pelo tempo passado no cativeiro e um anseio pelo martírio que o motivou a voltar para a Nova França em 1644, após apenas um ano e meio na França, indo primeiro para Quebec e depois para Wendake.

## Retorno à Nova França e morte

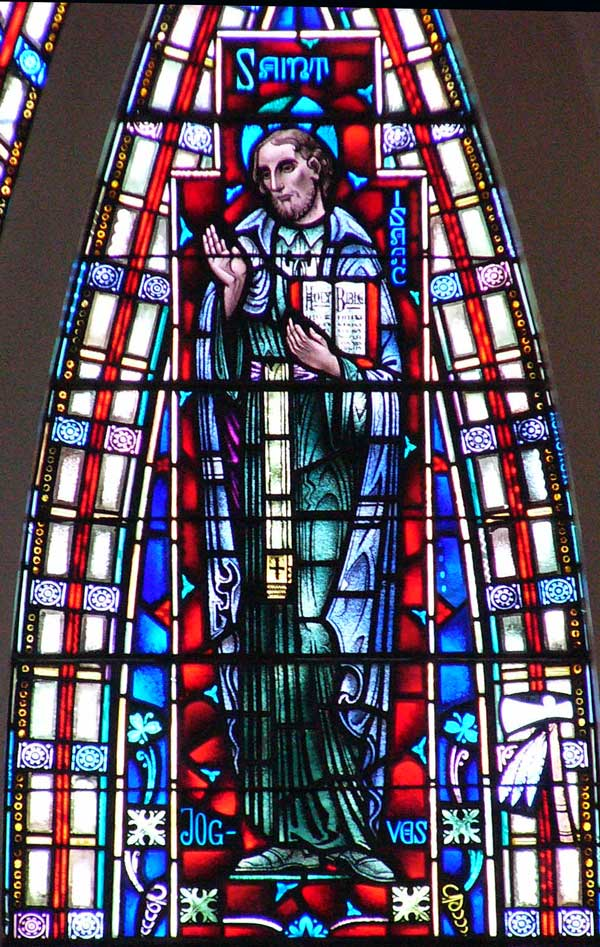
Jogues, junto com os outros sete Mártires Canadenses, em um vitral na Igreja de São João (St. John's Church) em Omaha, Nebraska.

Na primavera de 1646, Jogues retornou ao território iroquês, junto com Jean de Lalande, para atuar como embaixador francês junto aos Mohawks. Sua missão diplomática tinha como objetivo manter a paz provisória alcançada em 1645 entre os iroqueses e os franceses, os hurões e os algonquinos. Isso foi feito para garantir uma passagem segura para o comércio e o deslocamento.
Jogues e Lalande foram recebidos com hesitação ao chegarem, pois alguns Mohawks viam os missionários como praticantes malignos de magia estrangeira. Os europeus transmitiram doenças europeias, como varíola e sarampo, que se espalharam entre os nativos americanos. Essas doenças resultaram em altas taxas de mortalidade entre os Mohawks, que não tinham imunidade contra elas. Quando os Mohawks sofreram mais um surto de doença infecciosa e falha nas colheitas em Ossernenon, culparam esses eventos infelizes nos objetos católicos deixados pelos jesuítas, que os Mohawks percebiam como magicamente prejudiciais. Além disso, por conta de sua experiência anterior no território, Jogues demonstrava um conhecimento incomum da região, o que os Mohawks consideravam ameaçador.
Em 18 de outubro de 1646, os Mohawks mataram Jogues com um tomahawk; no dia seguinte, mataram Lalande. Eles jogaram os corpos dos missionários no Rio Mohawk. O assassinato parece ter sido obra de uma facção anti-francesa dentro da comunidade Mohawk.
Aliados indígenas dos franceses capturaram o assassino de Jogues em 1647 e o condenaram à morte. Enquanto aguardava sua execução, o homem foi batizado e recebeu o nome cristão de Padre Isaac Jogues. Sua morte representou um martírio secundário de Isaac Jogues.

## Atitudes em relação ao martírio
A recusa de Jogues em escapar e a forma como ele abraçou a tortura demonstram um altruísmo que, como muitos outros jesuítas na Nova França, refletia a crença de que ser martirizado significava participar do tormento que Jesus havia suportado na cruz. Isso indicaria sua aceitação "no panteão de heróis cuja força física e espiritual havia sido igual às cruéis perseguições infligidas à Igreja primitiva." Jogues é citado dizendo:
 "Ele [Jesus] nos fazia partilhar de seus sofrimentos e nos admitia a participar de suas cruzes."
Em outro momento, Jogues fala sobre,
"A procissão [das vítimas de tortura] começando a entrar por esse estreito caminho do Paraíso... foi de fato então que pude dizer com meu Senhor e mestre, Supra dorsum meum fabricaverunt peccatores,—'Os pecadores construíram e deixaram monumentos e marcas de sua raiva sobre as minhas costas."
Jogues considerava sua tortura, e a morte que acreditava que viria a seguir, como uma forma de imitar, e assim participar, na paixão de Jesus.

## Veneração e legado
Jogues foi canonizado em 29 de junho de 1930 pelo Papa Pio XI, juntamente com outros sete Mártires Canadenses. Seu dia de festa é celebrado em 19 de outubro no Calendário Romano Geral e em 26 de setembro no Canadá. Jogues e seus companheiros são santos padroeiros da América do Norte.

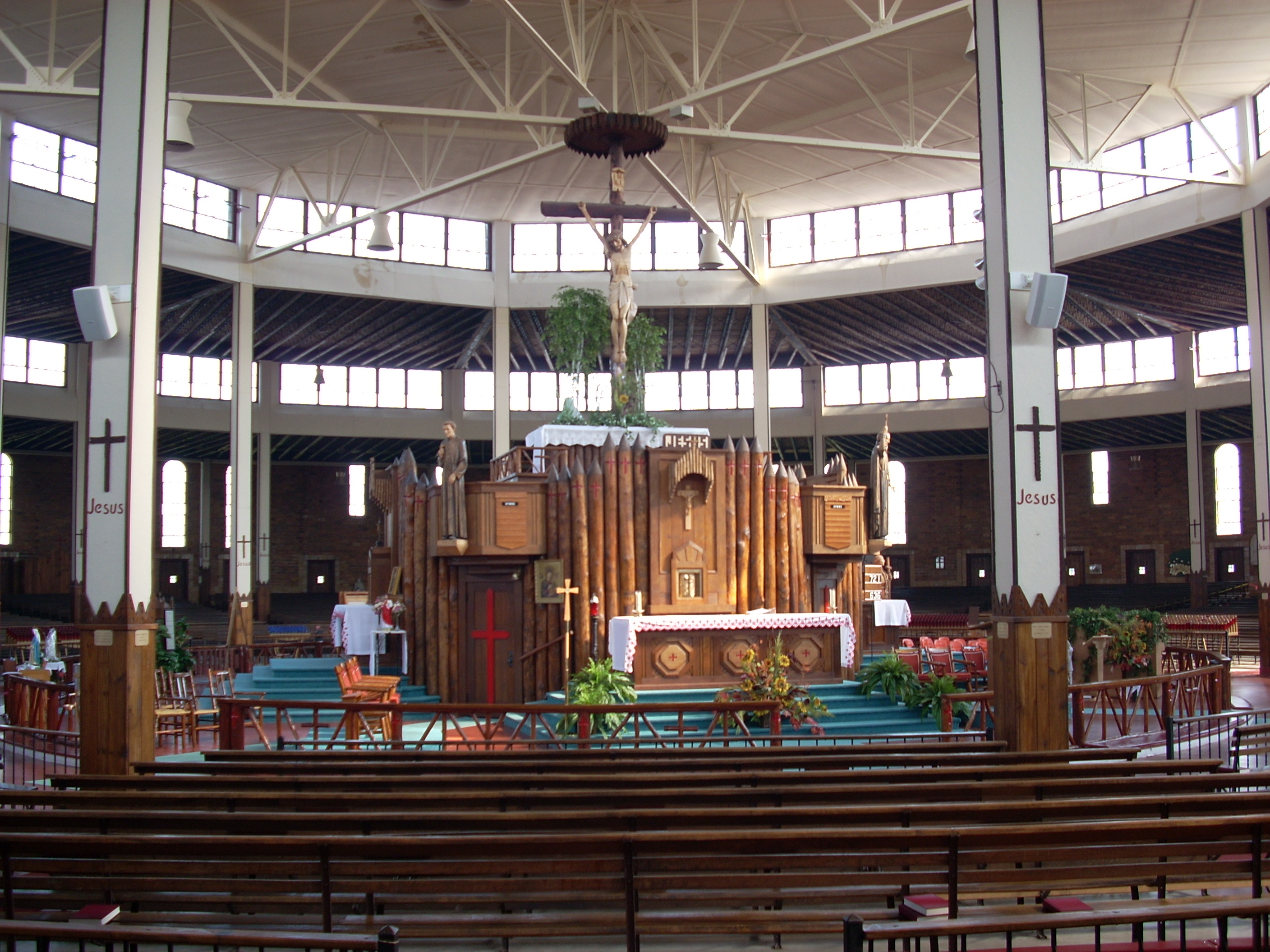
Interior do Santuário dos Mártires da América do Norte.

Existem vários edifícios e monumentos dedicados a Jogues. O maior desses monumentos é o Santuário dos Mártires Norte-Americanos, construído em Auriesville, Nova York, em 1930. Ele homenageia Jogues, René Goupil, Louis Lalande e Kateri Tekakwitha. O santuário também homenageia Jean de Brébeuf e cinco de seus companheiros mortos no Canadá em 1648 e 1649.
Também existe o Santuário dos Mártires localizado em Midland, Ontário, Canadá, que homenageia os Mártires Canadianos (outro termo para os Mártires Norte-Americanos).
Uma capela sazonal na margem leste do Lago Saratoga, em Nova York, é nomeada em homenagem a Jogues. Uma estátua de Jogues está posicionada em frente à entrada principal da capela, que fica voltada para o lago. Diz-se que, enquanto estava sendo levado para a catividade, Jogues foi o primeiro europeu a avistar este lago.
A Fordham University, uma universidade jesuíta em Nova York, possui um edifício residencial em seu campus Rose Hill chamado Martyrs' Court. As três alas do edifício são nomeadas em homenagem a Jogues, Goupil e de Lalande.
Outra estátua de Jogues foi erguida em 1939, na vila de Lake George, no Battlefield Park às margens do lago.
O Camp Ondessonk, um acampamento católico para jovens localizado em Ozark, Illinois, recebeu o nome do nome mohawk de Jogues. Os alojamentos dos campistas têm o nome dos Mártires da América do Norte e de outras pessoas influenciadas por seu ministério, incluindo Tekakwitha, de Brébeuf, Noël Chabanel, Antoine Daniel, Garnier, Goupil, de Lalande e Gabriel Lalemant.